# ミカエラ・ラマッツォッティ
ミカエラ・ラマッツォッティ（Micaela Ramazzotti, 1979年1月17日 - ）はイタリアの俳優。
2023年までに7度ダヴィッド・ディ・ドナテッロ賞にノミネートされ1度受賞しているほか、ナストロ・ダルジェント賞を4度受賞している。

## 略歴
ローマ生まれ。1999年から端役で映画に出演するようになり、2006年、ジャンルーカ・マリア・タヴァレッリ監督作『Non prendere impegni stasera』に出演し、第63回ヴェネツィア国際映画祭でウェラ賞を受賞する。

2008年、パオロ・ヴィルズィ監督作『見わたすかぎり人生』に出演し、初めてダヴィッド・ディ・ドナテッロ賞（助演女優賞部門）にノミネートされる。
2010年にも同じくパオロ・ヴィルズィ監督作『はじめての大切なもの』に出演し、ダヴィッド・ディ・ドナテッロ主演女優賞を受賞した。
その後の主な出演作として、カルロ・ヴェルドーネ監督作『天国は満席』（2012年）、パオロ・ヴィルズィ監督作『歓びのトスカーナ』（2016年）、ジャンニ・アメリオ監督作『ナポリの隣人』（2017年）、ガブリエーレ・ムッチーノ監督作『離ればなれになっても』（2020年）などがある。
2023年、初の監督作『Felicità』が第80回ヴェネツィア国際映画祭のオリゾンティ・エクストラ部門で観客賞（アルマーニ・ビューティー賞）を受賞した。

## 私生活
2009年に映画監督・脚本家のパオロ・ヴィルズィと結婚し、二人の子供をもうけている。なお、二人目の子供の出産の様子はフランチェスカ・アルキブージが撮影しており、その映像は『Il nome del figlio』（2015年）でラマッツォッティが演じたシモーナの出産の場面で使用された。

## フィルモグラフィー

### 映画
| 公開年 | 邦題 原題                                    | 備考                                     |
| ------ | -------------------------------------------- | ---------------------------------------- |
| 1999   | La prima volta                               |                                          |
| 1999   | La via degli angeli                          |                                          |
| 1999   | Vacanze di Natale 2000                       |                                          |
| 2000   | Zora la vampira                              |                                          |
| 2000   | Vento di primavera - Innamorarsi a Monopoli  |                                          |
| 2001   | Commedia sexy                                |                                          |
| 2003   | La sagoma                                    |                                          |
| 2005   | Sexum superando - Isabella Morra             |                                          |
| 2006   | Non prendere impegni stasera                 |                                          |
| 2007   | Una piccola fortuna                          |                                          |
| 2008   | 見わたすかぎり人生 Tutta la vita davanti     |                                          |
| 2009   | ハートの問題 Questione di cuore              |                                          |
| 2009   | Ce n'è per tutti                             |                                          |
| 2010   | はじめての大切なもの La prima cosa bella     | イタリア映画祭2011にて上映               |
| 2011   | Il cuore grande delle ragazze                |                                          |
| 2012   | 天国は満席 Posti in piedi in paradiso        | イタリア映画祭2013にて上映               |
| 2012   | Bellas mariposas                             |                                          |
| 2013   | ハッピー・イヤーズ Anni felici               | 第26回東京国際映画祭にて上映             |
| 2014   | Più buio di mezzanotte                       |                                          |
| 2015   | Il nome del figlio                           |                                          |
| 2015   | Ho ucciso Napoleone                          |                                          |
| 2016   | 歓びのトスカーナ La pazza gioia              |                                          |
| 2016   | Qualcosa di nuovo                            |                                          |
| 2017   | ナポリの隣人 La tenerezza                    | イタリア映画祭2018上映時タイトル『世情』 |
| 2017   | Una famiglia                                 |                                          |
| 2018   | 盗まれたカラヴァッジョ Una storia senza nome |                                          |
| 2018   | Ti presento Sofia                            |                                          |
| 2019   | Vivere                                       |                                          |
| 2020   | 離ればなれになっても Gli anni più belli      |                                          |
| 2020   | Maledetta primavera                          |                                          |
| 2021   | Naufragi                                     |                                          |
| 2021   | 7人の女たち 7 donne e un mistero             |                                          |
| 2022   | L'ombra di Caravaggio                        |                                          |
| 2023   | Felicità                                     | 兼監督                                   |

### テレビ
| 放映年    | 邦題 原題                                                      | 備考         |
| --------- | -------------------------------------------------------------- | ------------ |
| 1990-2000 | Incantesimo 2                                                  |              |
| 2001      | マッテオ神父の事件簿 Don Matteo 2 \|第2シーズン（1エピソード） |              |
| 2001      | Una donna per amico 3                                          |              |
| 2002-2003 | Cuori rubati                                                   |              |
| 2003      | Blindati                                                       |              |
| 2004      | Amanti e segreti                                               |              |
| 2005      | Gli occhi dell'amore                                           | テレビ映画   |
| 2005      | Un anno a primavera                                            | ミニシリーズ |
| 2005      | Orgoglio capitolo secondo                                      |              |
| 2006      | E poi c'è Filippo                                              | ミニシリーズ |
| 2006      | Il mio amico Babbo Natale 2                                    | テレビ映画   |
| 2007      | R.I.S. 3 - Delitti imperfetti                                  |              |
| 2008      | L'ultimo padrino                                               | ミニシリーズ |
| 2008      | Crimini bianchi                                                |              |
| 2009      | Le segretarie del sesto                                        | ミニシリーズ |
| 2013      | Un matrimonio                                                  | ミニシリーズ |
| 2023      | The Good Mothers                                               |              |

### ミュージックビデオ
- マックス・ペッツァーリ「Il mondo insieme a te」（2004年）
- ビアージョ・アントナッチ「Il cielo ha una porta sola」（2008年）
- クラウディオ・バリオーニ「Gli anni più belli」（2020年）

### 吹き替え
- 『HER／世界でひとつの彼女』（2013年） イタリア語吹替（サマンサ役）
- 『リトルプリンス 星の王子さまと私』（2015年）イタリア語吹替（バラ役）

## 主な受賞とノミネート
- ダヴィッド・ディ・ドナテッロ賞
  - 2009年 – ノミネート：助演女優賞（『見わたすかぎり人生』）
  - 2010年 – 主演女優賞（『はじめての大切なもの』）
  - 2012年 – ノミネート：主演女優賞（『天国は満席』）
  - 2015年 – ノミネート：助演女優賞（『Il nome del figlio』）
  - 2017年 – ノミネート：主演女優賞（『歓びのトスカーナ』）
  - 2018年 – ノミネート：助演女優賞（『ナポリの隣人』）
  - 2021年 – ノミネート：主演女優賞（『離ればなれになっても』）

- ナストロ・ダルジェント賞
  - 2009年 – ロレアル・プロフェッショナル賞（『ハートの問題』）
  - 2010年 – 主演女優賞（『はじめての大切なもの』）
  - 2012年 – 主演女優賞（『天国は満席』および『Il cuore grande delle ragazze』）
  - 2014年 – ノミネート：助演女優賞（『Più buio di mezzanotte』）
  - 2015年 – 助演女優賞（『Il nome del figlio』）
  - 2016年 – 主演女優賞（『歓びのトスカーナ』）
  - 2017年 – ノミネート：主演女優賞（『ナポリの隣人』）
  - 2019年 – ノミネート：主演女優賞（『盗まれたカラヴァッジョ』）
  - 2020年 – ノミネート：主演女優賞（『離ればなれになっても』）

- チャック・ドーロ賞
  - 2008年 – ノミネート：助演女優賞（『見わたすかぎり人生』）
  - 2009年 – ノミネート：助演女優賞（『ハートの問題』）
  - 2015年 – ノミネート：助演女優賞（『Il nome del figlio』）
  - 2017年 – 主演女優賞（『歓びのトスカーナ』）

- イタリア・ゴールデングローブ賞
  - 2009年 – ノミネート：最優秀女優賞（『ハートの問題』）
  - 2014年 – ノミネート：最優秀女優賞（『ハッピー・イヤーズ』）
  - 2015年 – ノミネート：最優秀女優賞（『Il nome del figlio』）
  - 2017年 – ノミネート：最優秀女優賞（『ナポリの隣人』）
- ヴェネツィア国際映画祭
  - 2006年 - ウェラ賞（『Non prendere impegni stasera』）
  - 2023年 - アルマーニ・ビューティー賞（『Felicità』）

- フライアーノ賞
  - 2019年 – 最優秀女優賞（『盗まれたカラヴァッジョ』および『Ti presento Sofia』）